# Werfer-Brigade 5
Die Werfer-Brigade 5 war eine deutsche Nebelwerfer-Brigade im Zweiten Weltkrieg.

## Brigadegeschichte
Die Werfer-Brigade 5 wurde am 7. Januar 1944 durch die Hinzuziehung der Werfer-Regiment 56 und dem Werfer-Regiment 71 durch den Wehrkreis X im Munsterlager aufgestellt. Am 19. Februar 1944 wurde die 22. Batterie des Werfer-Regiments 71 von einer Panzer-in eine Sf-Batterie mit Sonderkraftfahrzeugen der Wehrmacht umgegliedert. Einen Monat später erfolgte das auch bei der 21. Batterie des Werfer-Regiments 56.
Die Werfer-Brigade 5 war als Heerestruppenteil in Italien beim AOK 10.
Ab 1. September 1944 war der Oberst Wolf Andreae, ehemaliger Kommandeur des Werfer-Regiments 71, Kommandeur der Brigade, welcher er auch kurz vor Kriegsende noch führte.
Zu Kriegsende war das Werfer-Regiment 56 unter der Führung von Major d. R./Oberstleutnant d. R. Rockstroh und das Werfer-Regiment 71 unter Major/Oberstleutnant Timpke (* 1911).

## Gliederung
- Werfer-Regiment 56 mit I. (1–3), II. (4–6) und III. (7–9, 21)
- Werfer-Regiment 71 mit I. (1–3), II. (4–6) und III. (7–9, 22)